# Nourlanbek Chakiïev
Nourlanbek Chakiïev (kirghize : Нурланбек Тургунбекович Шакиев ; né le 13 mai 1977) est un homme politique kirghize. Il est membre du Conseil suprême du Kirghizistan et député de la faction Ata-jourt Kyrgyzstan.